# ميكي مانوجلافوك
ميكي مانوجلافوك (بالصربية: Мики Манојловић)‏ هو ممثل صربي، ولد في 5 أبريل 1950 في صربيا. من الجوائز التي نالها Dobričin prsten ‏ سنة 2012.

## جوائز
- Dobričin prsten [الإنجليزية]‏ (2012)

## وصلات خارجية
- ميكي مانوجلافوك على موقع IMDb (الإنجليزية)
- ميكي مانوجلافوك على موقع قاعدة بيانات الأفلام العربية
- ميكي مانوجلافوك على موقع ألو سيني (الفرنسية)
- ميكي مانوجلافوك على موقع أول موفي (الإنجليزية)
- ميكي مانوجلافوك على موقع قاعدة بيانات الأفلام السويدية (السويدية)
- ميكي مانوجلافوك على موقع قاعدة بيانات الأفلام السويدية (السويدية)
- ميكي مانوجلافوك على موقع قاعدة بيانات الفيلم (الإنجليزية)
- ميكي مانوجلافوك على موقع كينوبويسك (الروسية)